# Remi Wearing
Remi Wearing ist ein Fußballspieler von den Cookinseln und spielt für das Fußballnationalteam seines Landes auf der Position des Torwarts. Er nahm unter anderem an der Qualifikation zur Fußball-Weltmeisterschaft 2010 teil, in der sein Team mit drei Punkten als Vorletzter der Vorrunde ausschied. Er trägt die Trikotnummer 21.